# Tabernacolo di Sant'Anna
Il tabernacolo di Sant'Anna si trova a pochi metri dalla pieve di San Pietro a Figline, lungo la via Vecchia di Cantagallo, in direzione dell'antica via medievale per Bologna. È opera di Agnolo Gaddi, pittore fiorentino della seconda metà del Trecento, commissionata dalla famiglia Migliorati e realizzata intorno all'anno 1390. 

## Storia e descrizione
Il pittore era attivo in Prato per la decorazione della Cappella della Cintola nella pieve di Santo Stefano. 
Le dimensioni del tabernacolo sono eccezionali: circa 18 metri quadri.

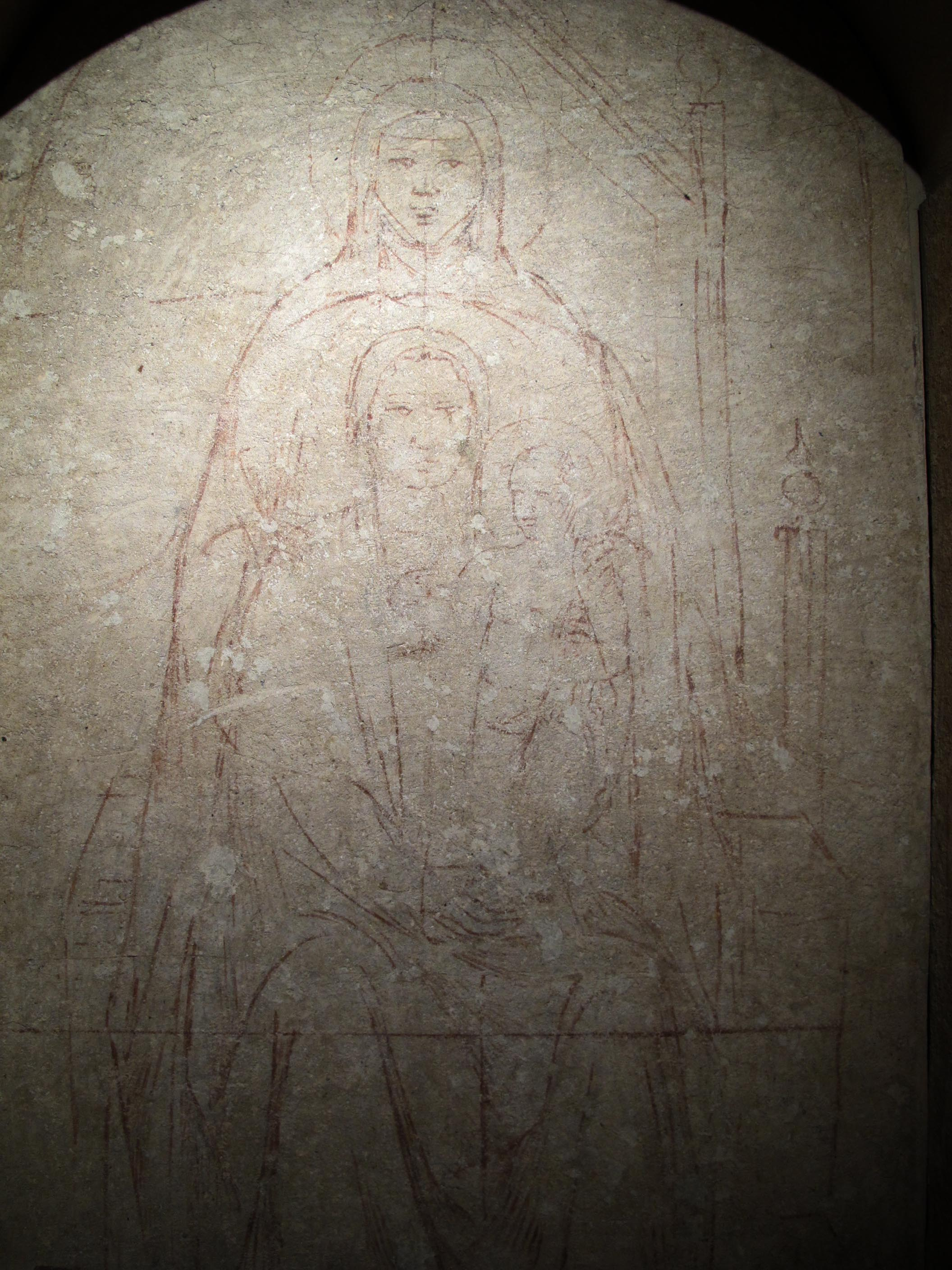
Particolare della sinopia

L'opera mostra una rappresentazione della Metterza: la figura maestosa di sant'Anna sovrasta quella di Maria, rappresentata mentre sta allattando Gesù. Questa pittura si trova al centro del tabernacolo, dentro una nicchia, nell'imbotte sono rappresentati due santi: Giuliano e Leonardo.
Anche la parete esterna della nicchia è totalmente affrescata con l'Annunciazione, ed i Santi Antonio Abate, Giovanni Battista e Stefano. Questi ultimi due purtroppo sono oggi mutili (a causa di una apertura realizzata successivamente per una civile abitazione).
Lo stemma della famiglia Migliorati è riconoscibile sul lato destro dell'affresco, con le due mazze ferrate disposte a croce di Sant'Andrea. 
È interessante notare che nella raffigurazione della santa, essendo madre di Maria, viene "messa a fare la terza" evidenziandone il rango come terza in ordine di importanza dopo il Bambino e la Madonna.
Le sinopie del tabernacolo, ritrovate in seguito allo stacco degli affreschi restaurati e poi riposizionati in loco, sono conservate nel Museo di Pittura Murale a Prato.